# Lions Bay
Lions Bay è un villaggio del Canada, situato in Columbia Britannica, nel distretto regionale di Metro Vancouver.